# Дарін Аллен
Дарін Ерік Аллен (англ. Darin Eric Allen; 5 січня 1965) — американський професійний боксер, чемпіон світу серед аматорів.

## Аматорська кар'єра
На чемпіонаті світу 1986 став чемпіоном.
- В 1/8 фіналу переміг Рікерна Беррона (Домініканська республіка) — 5-0
- У чвертьфіналі переміг Нусрета Редзепі (Югославія) — 4-1
- У півфіналі переміг Хуліо Кінтана Мартінеса (Куба) — 5-0
- У фіналі переміг Генрі Маске (НДР) — 4-1

## Професіональна кар'єра
1988 року перейшов до професійного боксу. Провівши впродовж 1988—1997 років 26 боїв і маючи рекорд 23-2-1, 19 липня 1997 року вийшов на бій за вакантний титул чемпіона світу за версією IBF в напівважкій вазі проти Вільяма Гатрі. Аллен зазнав поразки нокаутом в третьому раунді, після чого завершив кар'єру.